# Moucherolle ceinturé
Xenotriccus callizonus
Espèce
Statut de conservation UICN

 LC  : Préoccupation mineure
Le Moucherolle ceinturé (Xenotriccus callizonus) est une espèce de passereau placée dans la famille des Tyrannidae.

## Distribution
Cet oiseau vit sur les hauts-plateaux du Sud du Mexique (État de Chiapas), au Guatemala et à l'extrême Nord-Ouest du Salvador. Hormis dans le canyon du Sumidero (Chiapas), il est peu commun et la population dispersée,.

## Habitat
Cette espèce vit dans les zones boisées chétives, notamment dans les chênes, à une altitude comprise entre 1 200 m et 2 000 m.

## Alimentation
Il se nourrit d'insectes qu'il attrape au vol ou dans le feuillage des arbres.

## Reproduction
Son nid, qui abrite trois œufs, est une coupelle faite d'herbe fine ou d'autres fibres végétales, fixée à une fourche d'une branche.

## Menaces pour l'espèce
Le statut de conservation de l'esèce est Quasi Menacée selon la liste rouge de l'UICN. Son habitat est soumis à une intense déforestation, notamment pour la culture du café, pour l'exploitation forestière et en raison de feux de forêt incontrôlés.